# Consistórios de João XXIII
O Papa João XXIII (1958–1963) criou 52 cardeais em cinco consistórios. Começando em seu primeiro consistório, ele expandiu o tamanho do Colégio além do limite de setenta estabelecido em 1586 e, em várias ocasiões, anunciou que novos aumentos deveriam ser esperados. Aumentou para 88 em janeiro de 1961. Ele nomeou três cardeais adicionais em pectore , isto é, secretamente, mas não revelou seus nomes antes de sua morte.
Em 1962, ele iniciou a regra de que todos os cardeais deveriam ser bispos. Ele consagrou os doze membros não-bispos do próprio Colégio em abril. Ele criou um cardeal que mais tarde se tornou papa, o Papa Paulo VI.
A criação de cardeais por João nos consistórios anuais foi uma partida marcante dos períodos de vários anos que seu antecessor Pio XII permitiu entre os consistórios e um retorno à frequência do início do século XX.

## 15 de dezembrode1958
Em 15 de dezembro de 1958, durante o seu primeiro consistório, o Papa João XXIII criou vinte e três cardeais. O consistório se fez necessário para aumentar o número de cardeais, agora decisivamente exíguo. Esta seria a primeira vez desde quando o Papa Sisto V, em 1586 , determinou que o Colégio dos Cardeais deveria ter 70 nomes, que se chegou a esse número. Os vinte e três novos purpurados foram:
1. Giovanni Battista Enrico Antonio Maria Montini (1897–1978), Arcebispo de Milão - Futuro Papa Paulo VI eleito no Conclave de 1963;
2. Giovanni Urbani (1900-1969), patriarca de Veneza;
3. Paolo Giobbe (1880-1972), núncio apostólico nos Países Baixos;
4. Giuseppe Fietta (1883–1960), núncio apostólico na Itália;
5. Fernando Cento (1883–1973), núncio apostólico em Portugal;
6. Carlo Chiarlo (1881–1964), oficial da Secretaria de Estado da Santa Sé;
7. Amleto Giovanni Cicognani (1883–1973), delegado apostólico nos Estados Unidos;
8. José Garibi y Rivera (1889-1972), arcebispo de Guadalajara;
9. Antonio María Barbieri, O.F.M.Cap. (1892–1979), arcebispo de Montevidéu;
10. William Godfrey (1889–1963), arcebispo de Westminster;
11. Carlo Confalonieri (1893–1986), secretário da Congregação para os Seminários e a Universidade;
12. Richard James Cushing (1895–1970), arcebispo de Boston;
13. Alfonso Castaldo (1890–1966), arcebispo de Nápoles;
14. Paul-Marie-André Richaud (1887–1968), arcebispo de Bordeaux;
15. John Francis O'Hara (1888–1960), arcebispo de Filadélfia;
16. José María Bueno y Monreal (1904–1987), arcebispo de Sevilha;
17. Franz König (1905–2004), arcebispo de Viena;
18. Julius August Döpfner (1913–1976), bispo de Berlim;
19. Domenico Tardini (1888–1961), Secretário de Estado;
20. Alberto di Jorio (1884–1979), presbítero da diocese de Roma;
21. Francesco Bracci (1879–1967), secretário da Congregação para a Disciplina dos Sacramentos;
22. Francesco Roberti (1889–1977), secretário da Sacra Congregação do Concílio;
23. André-Damien-Ferdinand Jullien  (1882–1964), decano do Tribunal da Rota Romana;

## 14 de dezembrode1959
Em 14 de dezembro de 1959 Papa João XXIII criou oito novos cardeais. Os novos purpurados foram:
1. Paolo Marella (1895–1984), núncio apostólico na França;
2. Gustavo Testa (1886–1969), núncio apostólico na Suíça;
3. Aloisius Joseph Muench (1889–1962), arcebispo-bispo de Fargo;
4. Albert Gregory Meyer (1903–1965), arcebispo de Chicago;
5. Arcadio María Larraona Saralegui, C.M.F. (1887–1973), secretário da S.C. dos Religiosos;
6. Francesco Morano (1872–1968), secretário do Supremo Tribunal da Assinatura Apostólica;
7. William Theodore Heard (1884–1973), decano da Rota Romana;
8. Agostinho Bea, S.J. (1881–1968)

## 28 de marçode1960
Em 28 de março de 1960, o Papa João XXIII criou sete novos cardeais, além de três cardeais criados in pectore, cujos nomes jamais foram publicados. Numa entrevista em junho de 2007, o arcebispo Loris Francesco Capovilla, que na época era secretário particular de Sua Santidade, revelou que Francesco Giuseppe Lardone, internúncio na Turquia, era um desses nomes. Também neste consistório, foi criado o primeiro cardeal negro da história, Laurean Rugambwa. Os purpurados publicados foram:
1. Luigi Traglia (1895–1977), arcebispo-titular de Cesarea di Palestina, vice-gerente de Roma;
2. Peter Tatsuo Doi (1892–1970), arcebispo de Tōkyō;
3. Joseph-Charles Lefèbvre (1892–1973), arcebispo de Bourges;
4. Bernardus Johannes Alfrink (1900–1987), arcebispo de Utrecht;
5. Rufino Jiao Santos (1908–1973), arcebispo de Manila;
6. Laurean Rugambwa (1912–1997), bispo de Rutabo;
7. Antonio Bacci (1885–1971).

## 16 de janeirode1961
Em 16 de janeiro de 1961, o Papa João XXIII criou quatro novos cardeais. Segundo alguns escritores, Diego Venini, esmoler de Sua Santidade, declinou da criação como cardeal em novembro de 1960.
1. Joseph Elmer Ritter (1892–1967), arcebispo de St. Louis;
2. José Humberto Quintero Parra (1902-1984), arcebispo de Caracas;
3. Luis Concha Córdoba (1891–1975), arcebispo de Bogotá;
4. Giuseppe Antonio Ferretto (1899–1973), secretário da S.C. Consistorial. [c]

## 19 de marçode1962
Em 19 de março de 1962, João XXIII realizou seu último consistório, criando dez novos cardeais. Os novos purpurados foram:
1. José da Costa Nunes (1880–1976), patriarca ad personam emérito das Índias Orientais, vice-camerlengo da Santa Igreja;
2. Giovanni Panico (1895–1962), núncio apostólico em Portugal;
3. Ildebrando Antoniutti (1898–1974), núncio apostólico na Espanha;
4. Efrem Forni (1889–1976), núncio apostólico na Bélgica e internúncio em Luxemburgo;
5. Juan Landázuri Ricketts, O.F.M. (1913–1997), arcebispo de Lima;
6. Gabriel Acacius Coussa, O.S.B.A.M. (1897–1962), pró-secretário da S.C. para as Igrejas Orientais;
7. Raúl Silva Henríquez, S.D.B. (1907–1999), arcebispo de Santiago do Chile;
8. Leo-Jozef Suenens (1904–1996), arcebispo de Malinas-Bruxelas (ou Mechelen-Bruxelas);
9. Michael Browne, O.P. (1887–1971), Mestre-geral da Ordem dos Pregadores;
10. Joaquín Anselmo María Albareda, O.S.B. (1892–1966), prefeito da Biblioteca Vaticana.